# ジェイ・L・ジョンソン
ジェイ・L・ジョンソン（Jay L. Johnson、1946年6月5日 - ）は、アメリカ海軍の軍人、大将。第26代アメリカ海軍作戦部長に就任した。

## 経歴
モンタナ州グレートフォールズで生まれ、ウィスコンシン州ウエストセイラムで育つ。1968年に海軍兵学校を卒業し海軍に入隊、1969年に海軍航空隊の飛行士となる。
その後、「CV-34 オリスカニー」艦載機搭乗員として勤務、第191戦闘飛行隊ではF-8を操縦。艦載機はF-14に更新され第142戦闘飛行隊、第101戦闘飛行隊および第84戦闘飛行隊長を務める。のちには第1空母航空団司令、第6艦隊副参謀長を務める。
陸上勤務では、海軍人事部で下級航空士官配分課員および下級航空士官首席詳述官として勤務。ノーフォオーク統合幕僚学校に入校、その後に海軍作戦本部戦略研究グループに所属した。
将官に昇進後の1992年10月に海軍人事局人事配分課副長に就任し、1994年7月に「CVN-71 セオドア・ルーズベルト」を基幹とする第8空母戦闘群司令官に就任、
システム分析局長付特別補佐官、海軍作戦次長付対潜作戦担当副官などを務め、統合作戦本部では戦略計画・政策部(J-5) 、編成・資源・評価部(J-8)の部員を経て作戦部(J-3)の部長に就任した。その後は第2艦隊司令官、大西洋打撃艦隊司令官、第120統合任務部隊司令官を歴任する。
1996年3月に第28代海軍作戦次長に就任する。次長就任後は、同年5月16日に当時の海軍作戦部長であったジェレミー・ボーダ大将が自殺するという事態が発生した際にその職務を代行するなど活躍し、同年8月2日にはボーダ大将の後任として第26代海軍作戦部長に就任した。
2000年7月21日に退役した。